# Axiomatische methode
De axiomatische methode is een wijze van argumentatie in de formele wetenschappen (m.n. wiskunde en logica) waarbij resultaten worden gepresenteerd als een reeks stellingen die een voor een worden afgeleid uit een stelsel van axiomata en definities. Als paradigmatisch voorbeeld van de axiomatische methode geldt Euclides' Elementen; naar de inhoud van dit werk wordt ook wel gesproken van de geometrische methode.
Andere voorbeelden van de axiomatische methode zijn alle werken die gebruikmaken van een formeel systeem, zoals de Principia Mathematica van Russell en Whitehead. In de zeventiende eeuw werden ook filosofische werken in een axiomatische vorm gegoten. Descartes gaf een aanzet tot deze gewoonte; Spinoza paste de methode toe in zijn Ethica. Ook in de fysica werd deze methode toegepast, bijvoorbeeld door Newton in zijn Philosophiae Naturalis Principia Mathematica.